# زيريكلي
زيريكلي ((بالروسية: Зириклы)‏) هي منطقة ريفية (سلو) والمركز الإداري للسيلسوفيت زيريكلينسكي، مقاطعة بيزبولياكسكي، باشكورستان، روسيا. كان عدد السكان 506 اعتبارا من عام 2010. هناك 5 شوارع.